# Île Verte (Taïwan)
Pour les articles homonymes, voir île Verte.
Ludao ou île verte (chinois traditionnel: 綠島; pinyin: Lǜdǎo) est une petite île volcanique de l'Océan Pacifique à environ 33 kilomètres au large de la côte orientale de Taïwan. Elle couvre une superficie de 15,09 km² à marée haute et de 17,33 km² à marée basse, faisant de cette île la septième plus grande île de la république de Chine. L'île est administrée sous la commune rurale de Lüdao, appartenant au comté de Taitung et est l'une des deux communes d'outre-mer du comté, à l'instar de l'île aux Orchidées. L'île a, par le passé, servi de colonie pénitentiaire pour les prisonniers politiques pendant la période de l'instauration de la loi martiale à Taiwan, même si elle est, de nos jours, principalement connue comme une destination touristique.  

## Toponymie
Le nom « île verte » est un calque du nom chinois Lǜdǎo qui fut adopté le 1er août 1949 sur ordre de Huang Shih-hung (黃式鴻), le magistrat de Taitung. Avant 1949, elle était désignée sous le nom « île du grand feu » qui faisait allusion à son ancien nom japonais Kashō-tō (Japonais: 島焼火). Au XIXe siècle, elle était également appelée « île de Samasana » provenant de son nom Amis Sanasai.

## Histoire

### Naufrages
À l'origine, l'île fut habitée par les Amis , une ethnie aborigène de Taïwan. En mars 1864, un navire-prison britannique, le Susan Douglas, fut emporté par les flots, entraînant son naufrage sur l'île. Son capitaine navigua par jonque de l'île jusqu'à Kaohsiung. La canonnière HMS Bustard de la Royal Navy retrouva et sauva le reste de l'équipage,.
Le 11 décembre 1937, le paquebot SS Président Hoover de la Dollar Steamship Company s'échoua sur un récif dans la baie de Zhongliao à cause d'un ouragan. Les 503 passagers et 330 membres d'équipage survécurent et furent emmenés sains et saufs sur la terre ferme. Les paquebots SS President McKinley et SS President Pierce, aidés par les bateaux fournis par le croiseur japonais Ashigara et un destroyer de la marine impériale japonaise, récupérèrent les survivants les jours suivants. Dollar Lines vendit l'épave du SS Président Hoover à une société de sauvetage japonaise qui passa les trois années suivantes à le démanteler sur place. En réponse au naufrage, le grand public américain donna des fonds à la Croix Rouge américaine pour qu'un phare soit construit près du village de Zhongliao. Le phare de Lüdao, bien que conçu par les ingénieurs japonais, a été construit par les insulaires locaux en 1938. Il atteint une hauteur de 33,3 mètres.
Une épave d'origine néerlandaise datant au XIXe siècle a été trouvée en juin 2013.

### Prisons
Ludao a, premièrement, servi de lieu isolé et d'exil pour des prisonniers (des personnalités politiques ou autres, comme Tsai Jui-yueh), pendant la période de la loi martiale sous le Kuomintang, et particulièrement pendant la Terreur Blanche. Après leur libération, plusieurs prisonniers emprisonnés entre la fin des années 1940 et la fin des années 1980, notamment Shih Ming-teh et le dessinateur Bo Yang, allaient établir le Parti démocratique progressiste. l'endroit où la plupart des prisonniers politiques (tels que Shih Ming-teh) ont été détenus était appelé "Loge de l'île verte" (Lǜ Dǎo Shānzhuāng). Le "village de l'oasis" désignait le nom de la principale colonie pénitentiaire. La prison fut fermée plus tard, et l'intérieur est maintenant ouvert au public. La "prison de l'île verte" (Lǜ Jiānyú), également situé sur l'île, a logé des prisonniers considérés comme parmi les criminels les plus dangereux de Taiwan. Cependant, ceci a changé ces dernières années.

## Géographie
L'île est constitué de tholéiite volcanique, d'andésite, ainsi que de fragments issus d'éruptions explosives. Le volcan était en activité entre le Pliocène et le Pléistocène. Il fait partie de l'arc volcanique de Luçon, formé à partir de la subduction de la croûte océanique en compression à une profondeur d'environ 25 kilomètres. La roche d’andésite contient certains cristaux visibles de pyroxène ou d'amphibole. La géochimie de la roche montre qu'elle est enrichie en potassium, en strontium, en rubidium et en terres rares légères. Les ressources en chromium et en nickel sont épuisées.

## Faune
L'île est un habitat pour les cerfs, chèvres, caméléons, chauve-souris géantes, crabes des cocotiers et oiseaux résidents et migrateurs.

## Démographie et Divisions administratives

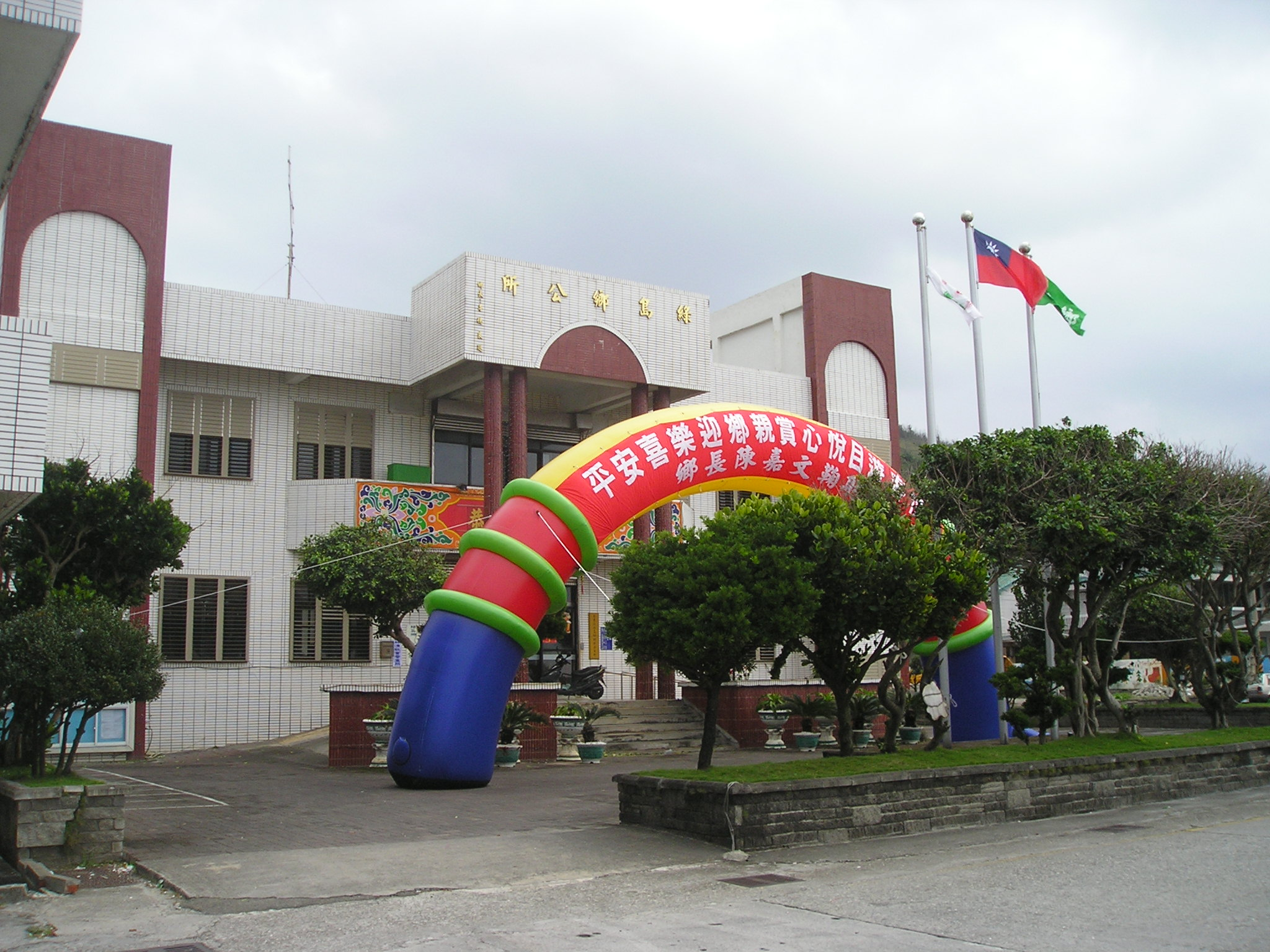
Bureau de la commune de Ludao

En 1995, moins de la moitié des 2 634 résidents enregistrés de l'île ont réellement vécu sur l'île. La population est en déclin du fait de la difficulté de celle-ci à trouver un emploi sur l'île. L'île dispose de deux établissements préscolaires: une école maternelle, deux écoles primaires et un collège. Afin de poursuivre une éducation au niveau du secondaire ou au-delà, les insulaires doivent se déplacer à l'île principale de Taiwan. Les centres de services publics incluent une maison des seniors, une bibliothèque, ainsi qu'un centre social.
Les villages administrés sont :
- Village de Zhongliao (中寮村)
  - Zhongliao
- Village de Nanliao (南寮村)
  - Nanliao (南寮)
  - Yugang (漁港)
- Phare de Ludao (vue de l'ouest)Village de Gongguan (公館村)
  - Gongguan (公館)
  - Chaikou (柴口)
  - Liumagou (流麻溝)
  - Dahu (大湖)
  - Zuoping (左坪)

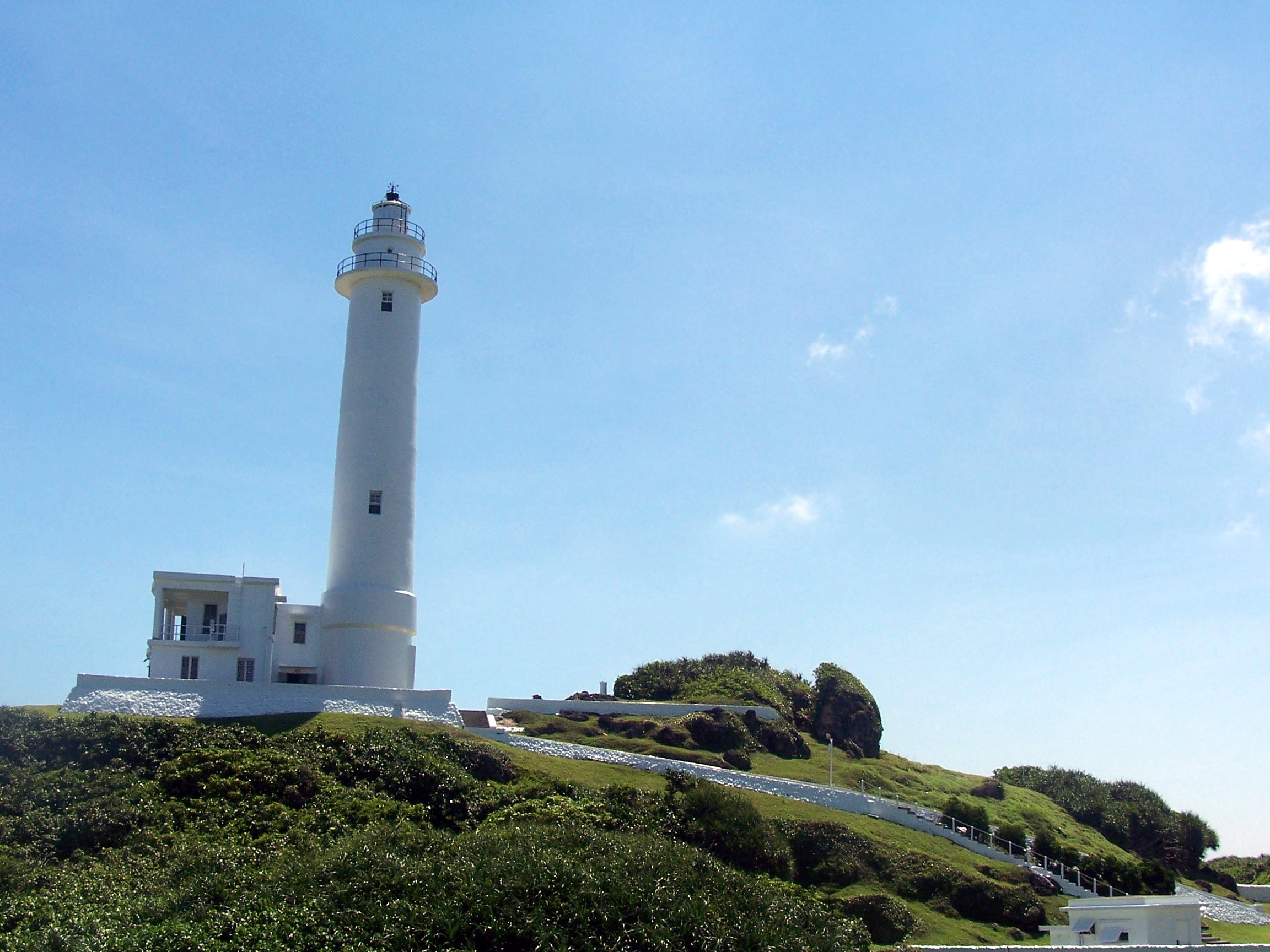
Phare de Ludao (vue de l'ouest)

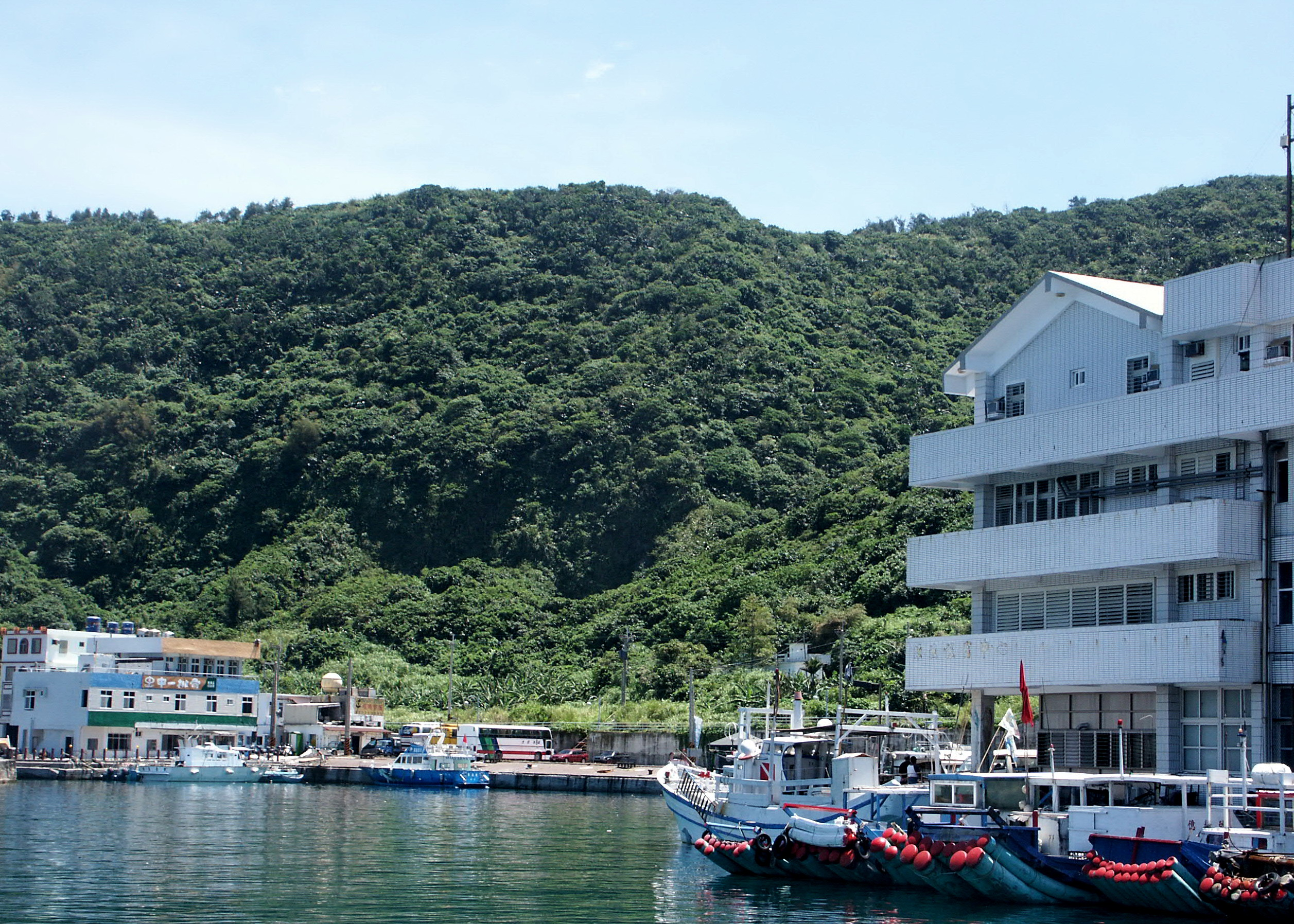

Les villages tribaux aborigènes abandonnés suivants appartiennent également au village de Gongguan :

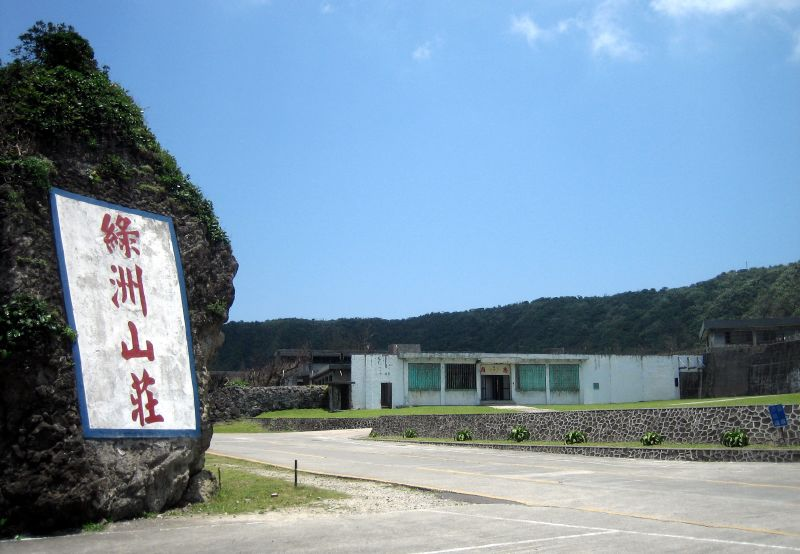
Village de l'Oasis

- Youzihu (柚子湖)
- Nanzihu (楠子湖)
- Haishenping (海參坪)
- Village de l'OasisDabaisha (大白沙)

## Énergie
L'île est uniquement alimentée par une centrale électrique au diesel ayant une capacité de 29,1 MW, et se composant de 28 unités de génération.

## Lieux d'intérêts touristiques
- Parc culturel des Droits de l'Homme de l'île verte
- Phare de Lüdao
- Sites de plongée: La plongée récréative est une activité populaire pour des visiteurs. Il existe de nombreux sites de plongée qui se sont formés, accessibles par des            passerelles allant vers l'océan. À environ 150 mètres de Shilang repose la plus grande attraction naturelle de l'île: le "Corail du grand champignon". Il mesure environ 12 mètres de haut et 31 mètres de large.

- Source chaude de Zhaori: Eau de mer chauffée par l'activité volcanique et sa remontée à la surface proche des récifs de corail. L'eau est à 53℃ et a un pH de 7.5.

## Accès
L'île est accessible en avion par l'aéroport de Lutao. Le trajet dure 15 minutes en provenance de l'aéroport de Taitung situé dans la ville du même nom. Il existe également une liaison de 50 minutes par ferry arrivant au port de Nanliao (南寮漁港) en provenance du port de pêche de Fugang, un port de la ville de Taitung.

## Littérature
L'île verte est le thème principal dans Green Island (Knopf 2016), un roman écrit par Shawna Yang Ryan.